# Ricinoides leonensis
Ricinoides leonensis — вид павукоподібних ряду Рицінулеї (Ricinulei). Він зустрічається у тропічних лісах Сьєрра-Леоне .